# ويلهلم ديكر
ويلهلم ديكر (بالألمانية: Wilhelm Decker)‏ هو صحفي وسياسي ألماني، ولد في 13 ديسمبر 1899 في ألمانيا، وتوفي في 1 مايو 1945 ببرلين في ألمانيا. حزبياً، نشط في الحزب النازي. انتخب عضو مجلس النواب الألماني من ألمانيا النازية وانتخب عضو مجلس النواب الألماني للجمهورية فايمار.